# When We Rise
 When We Rise  é uma minisérie de docudrama escrita por Dustin Lance Black. A série estreou dia 5 de março no  5 ° canal da TVCine, Series em Portugal.

## Enredo
When We Rise narra as lutas pessoais e políticas, retrocessos e triunfos de uma família diversificada de pessoas LGBTQ que ajudou a pioneiro uma ramificação do Movimento dos Direitos Civis de sua turbulenta infância no século XX para os sucessos uma vez insondáveis de hoje. A peça do período narra a história do movimento dos direitos dos homossexuais, começando com os distúrbios de Stonewall em 1969.

## Elenco e personagens
- Guy Pearce como Cleve Jones, Ativista LGBT.
  - Austin P. McKenzie como o jovem Cleve Jones.
- Mary-Louise Parker como Roma Pauline Guy, Ativista dos direitos das mulheres.
  - Emily Skeggs como a jovem Roma Guy.
- Rachel Griffiths como Diane, esposa de Roma.
  - Fiona Dourif como a jovem Diane.
- Carrie Preston como Sally Gearhart.
- Michael K. Williams como Ken Jones, organizador da comunidade Afro-americana.
  - Jonathan Majors como o jovem Ken Jones.
- Ivory Aquino como Cecilia Chung, uma ativista transgênero.
- Kevin McHale como Bobbi Campbell, ativista da AIDS.
- Dylan Walsh como Dr. Marcus Conant, pioneiro no diagnóstico e tratamento da AIDS.
- Rafael de La Fuente como Ricardo, parceiro de Cleve.
- Whoopi Goldberg como Pat Norman, a primeira funcionária abertamente gay do Departamento de Saúde de San Francisco.
- Rosie O'Donnell como Del Martin, co-fundadora da primeira organização lésbica no país.
- Denis O'Hare como Jim Foster, um organizador do partido democrático abertamente gay.
- David Hyde Pierce como Dr. Jones, pai de Cleve.
- T.R. Knight como Chad Griffin.
- Todd Weeks como Tom Ammiano.
- Matthew Del Negro como Gavin Newsom.
- Alexandra Grey como Seville.
- Willam Belli como Jason.
- Richard Schiff como Judge Vaughn Walker.
- Charlie Carver como Michael.
- Rob Reiner como Dr. David Blankenhorn.
- Pauley Perrette como Robin.
- William Sadler como Chuck Cooper.
- Charles Socarides como Richard Socarides.
- John Rubinstein como Dr. Charles W. Socarides.
- Phylicia Rashad como Bishop Yvette Flunder.
- Mary McCormack como Roberta Kaplan.
- Arliss Howard como Ted Olson.
- Henry Czerny como David Boies.
- Balthazar Getty como David.

## Produção

### Filmagens
A série tem oito horas de duração e será dividida em sete partes, com Gus Van Sant dirigindo a primeira parte de duas horas, Dee Rees dirigindo as partes dois e três, Thomas Schlamme ficou com as partes quatro e cinco e Black com as partes seis e sete. A série é inspirada no livro de memórias do ativista LGBT Cleve Jones When We Rise: My Life in the Movement. Van Sant e Black já colaboraram em Milk, que também caracterizou Jones como um personagem principal.

### Escolha de elenco
Em 15 de março de 2016, a atriz Carrie Preston foi escolhida como Sally Gearhart. Guy Pearce como Cleve Jones, Mary-Louise Parker como Roma Guy, Rachel Griffiths como Diane, Michael K. Williamsas como Ken Jones, Ivory Aquino como Cecilia Chung, Kevin McHale como Bobbi Campbell, Dylan Walsh como Dr. Marcus Conant, Rafael de la Fuente Como Ricardo, Austin P. McKenzie como o jovem Cleve Jones, Emily Skeggs como a jovem Roma Guy, Jonathan Majors como o jovem Ken Jones, Fiona Dourif como a jovem Diane, Whoopi Goldberg como Pat Norman, Rosie O'Donnell como Denis Martin, Denis O'Hare como Jim Foster e David Hyde Pierce como o Dr. Jones foram confirmados em 26 de abril de 2016, respetivamente.
Em 22 de junho de 2016, T.R. Knight foi confirmado no elenco como Chad Griffin e Richard Schiff como Judge Vaughn Walker. Rob Reiner, Pauley Perrette, William Sadler, Phylicia Rashad, Mary McCormack, Arliss Howard e Henry Czernywill são confirmados como estrelas convidadas. Charlie Carver foi escolhido como Michael em 21 de novembro de 2016. Também apareceram em imagens de arquivo: Harvey Milk, George H.W. Bush, Bill Clinton, Hillary Clinton, George W. Bush e Barack Obama.

### Exibição
A série estreou dia 27 de fevereiro de 2017 na ABC no horário nobre. Originalmente programado para ir ao ar todos os dias até dia 3 de março.